# Àhmad ibn Muhàmmad ibn Khàlaf
Abu-Jàfar Àhmad ibn Muhàmmad ibn Khàlaf ibn al-Layth fou emir de la dinastia safàrida de Sistan (923-963).
Després del domini samànida establert el 910 i restablert el 913, l'arribada al tron a Bukharà d'un menor, Nasr II ben Ahmad (914-943) va fer entrar als samànides en un temps de certa decadència i el governador del califa a Fars i Kirman va reimposar l'autoritat califal al Sistan però el poder llavors va passar a mans dels caps militars locals i dels ayyars o vigilants (encarregats de lluitar contra els kharigites). En la confusió els ayyars de Zarandj, la capital, es van revoltar l'abril/maig del 923 i van proclamar emir a un membre de la família safàrida, Abu-Jàfar Àhmad ibn Muhàmmad ibn Khàlaf ibn al-Layth. Era un home jove però experimentat, net de Khàlaf que havia lluitat amb Yaqub ibn al-Layth i amb Amr ibn al-Layth i era parent per part de la mare Banu.
La seva primera tasca fou recuperar el Sistan oriental amb Bust i Rukkadj o Zamindawar, on un cap ayyar, Abd-Al·lah ibn Àhmad, que havia tingut el poder entre octubre del 922 i maig del 923, s'havia retirat i s'havia fet fort; ho va aconseguir en poc temps i va consolidar el seu poder sent reconegut en tota la regió.
El 929 aprofitant la deposició i restauració del califa al-Múqtadir, va enviar a Kirman un exèrcit dirigit pel seu esclau Muhàmmad ibn Yaqut, on va recollir una bona quantitat de taxes. No gaire després l'antic emir safàrida de Sistan Abu-Hafs Amr ibn Yaqub ibn Muhàmmad (911-913) va retornar al país des de Bagdad on estava exiliat segurament enviat pel califa per crear discòrdia dins del Sistan, però Abu-Hafs va tenir una bona rebuda i no va presentar problemes. Bust, en posició perifèrica, era centre d'oposició permanent i el 931 s'hi van revoltar un grup de turcs dirigits per Karategin al-Isfidjabi amb el suport de dos líders locals, Ba Yazid Banaki i Ba Zakariya Zayduy. Àhmad hi va anar el 932 i va derrotar els rebels.
Va protegir la cultura i va mantenir bones relacions amb la cort samànida. Cap a la part final del seu regnat el comandant en cap de l'exèrcit Abu-l-Fat·h, va adquirir un poder immens; va reprimir la lluita de faccions a Uq (952/953), però després es va revoltar a Jarvardkān i Baskar en favor d'Abu-l-Abbàs, fill de l'antic emir Tàhir ibn Muhàmmad ibn Amr (900-09) que tenia molts partidaris, ja que era descendent directe d'Amr ibn al-Layth. Finalment la revolta fou dominada pel general Razdani amb el suport dels turcs de Bust. Llavors fou Razdani el que va conspirar el 963 amb els líders de la guàrdia d'esclaus de l'emir, i amb Abu-l-Abbàs ibn Tàhir, i va assassinar Àhmad (abril del 963). Va seguir un període de desordres però finalment el fill del mort, Abu-Àhmad Khàlaf va aconseguir imposar-se i va iniciar un llarg regnat (fins que es va establir la sobirania gaznèvida el 1003).